# Ussinsk
Ussinsk (russisch Усинск; Komi Ускар, wiss. Transliteration Uskar) ist eine Stadt in der nordwestrussischen Republik Komi mit 40.827 Einwohnern (Stand 14. Oktober 2010).

## Geografie
Die Stadt liegt im Vorland des Polarurals etwa 750 Kilometer nordöstlich der Republikhauptstadt Syktywkar am rechten Ufer der Ussa unweit deren Mündung in die Petschora.
Ussinsk ist der Republik administrativ direkt unterstellt. Zur Stadt gehört ein 30.600 km² großes Territorium.
Die Stadt ist seit 1980 über eine 108 Kilometer lange Eisenbahnstrecke mit der Station Synja der Petschora-Eisenbahn Konoscha–Kotlas–Workuta verbunden.

## Geschichte
Ussinsk entstand 1966 als Siedlung bei der beginnenden Erkundung der Erdölvorkommen im Norden der Republik Komi und erhielt 1984 Stadtrecht.

### Bevölkerungsentwicklung
| Jahr | Einwohner |
| ---- | --------- |
| 1970 | 700       |
| 1979 | 19.513    |
| 1989 | 47.219    |
| 2002 | 45.358    |
| 2010 | 40.827    |

Anmerkung: Volkszählungsdaten (1970 gerundet)

## Kultur und Sehenswürdigkeiten

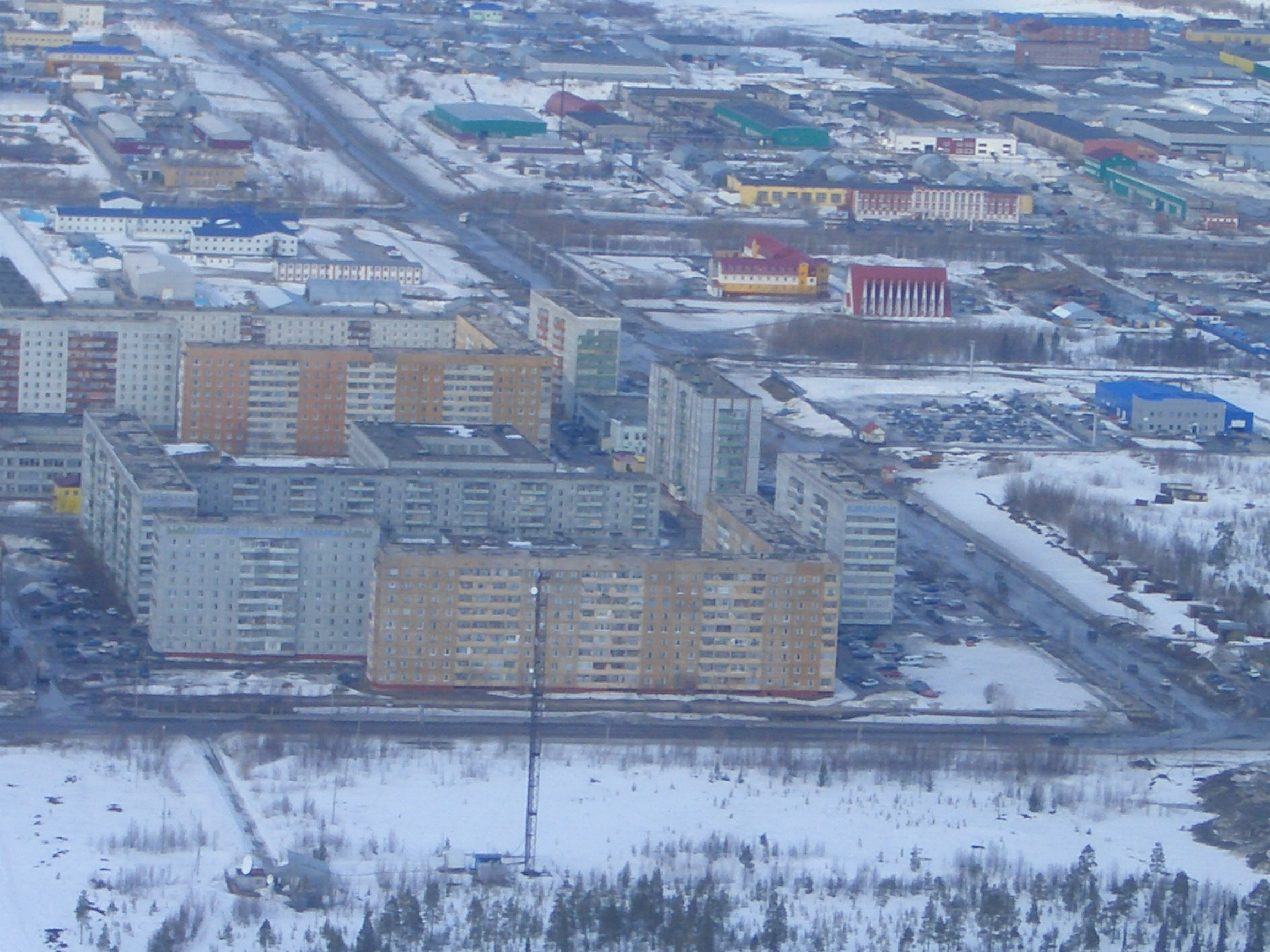
Blick auf die Stadt von oben

In Ussinsk gibt es ein Historisches und Heimatmuseum sowie eine Kunstgalerie. Auch im 18 Kilometer entfernten, zur Stadt gehörenden, seit 1825 bekannten Dorf Kolwa existiert ein Museum zur Ortsgeschichte.

## Wirtschaft
Ussinsk ist Zentrum der Erdöl- und Erdgasförderung der Republik Komi: drei Viertel des in der Republik geförderten Öls stammen von den auf dem zur Stadt gehörenden Territorium liegenden Erdölfeldern Ussinskoje, Woseiskoje, Werchnewoseiskoje, Baganskoje und Saljukinskoje. Daneben gibt es Bauwirtschaft und Lebensmittelindustrie.  Im Jahr 1994 ereignete sich in diesem Gebiet die damals weltweit schlimmste Öl-Katastrophe, als aus einer maroden Pipeline mehr als 100.000 Tonnen Öl ausliefen.